# Michaela Polleres
Michaela Polleres, född 15 juli 1997, är en österrikisk judoutövare.

## Karriär
Vid olympiska sommarspelen 2020 i Tokyo, som arrangerades 2021, tog Polleres silver i 70 kg-klassen efter en finalförlust mot japanska Chizuru Arai. Vid olympiska sommarspelen 2024 i Paris tog hon brons i 70 kg-klassen efter att ha besegrat spanska Ai Tsunoda i bronsmatchen.